# Helen Kim
Kim Hwal-Ian conocida como Helen Kim (Incheon 1899 - 1970) fue una política, educadora, diplomática, activista social y feminista cristiana surcoreana. Escribió bajo el seudónimo de Wuwol (우월;又月). Fue fundadora del periódico The Korea Times. Fue pionera en la lucha por la educación de las mujeres y en la defensa de su emancipación en. En 1931 fue la primera coreana en obtener un doctorado. Presidió la Universidad de Mujeres Ewha de 1939 a 1963 y fue representante coreana ante la ONU y la UNESCO en varias ocasiones.

## Biografía
Kim nació en la ciudad portuaria de Incheon en el seno de una gran familia moderna. De pequeña asistió a escuelas cristianas. Estudio en la Ewha Girls School. Mientras se graduaba de Ewha, estableció la YWCA nacional de Corea en 1922. Posteriormente estudió en la Universidad Wesleyan donde se licenció en 1924. Realizó un master en Filosofía de la Universidad de Boston en 1931 y recibió su doctorado en educación de la Universidad de Columbia en 1931.
En 1931 fue decana de la Ewha Girls School que años más tarde se convertiría en la mayor universidad de mujeres en el mundo y asumió su presidencia de 1939 a 1963 cuando ser retiró y fue nombrada presidenta emérita.
Kim formó parte de la Kŭnwuhwoe, una organización nacional de mujeres dedicada a acabar con las "prácticas y creencias feudales coreanas restantes, así como a las limitaciones coloniales". Sin embargo, no permaneció involucrada por mucho tiempo en la organización porque no estaba "dispuesta trabajar con mujeres marxistas y socialistas ".
En 1941 se implicó en actividades pro-japonesas durante la ocupación del país. Fue conocida por animar a los estudiantes a apoyar a Japón durante la II Guerra Mundial a través de sus textos y lecturas.
En 1945, Kim, O Ch'ǒn-sǒk, Yu Ŏk-kyǒm y Paek Nak-chun formaron el Comité Coreano de Educación que trabajó con Estados Unidos en la Oficina de Educación, haciendo recomendaciones sobre las escuelas y su personal.
En 1948 Kim fue directora de la oficina de Información Pública  del presidente Syngman Rhee. En 1949 asistió a la Asamblea General de las Naciones Unidas en Boston representando a su país en la ONU en cinco ocasiones. Como la directora de la Oficina de Información Pública, recomendó la creación de un periódico en Inglés. Eligió el nombre: The Korea Times. El periódico empezó a publicarse el primero de noviembre de 1950.
Fue fundadora de la Asociación Cristiana de Mujeres Jóvenes de Corea.

## Controversia
Kim fue acusada de mantener una posición "pro-japonesa" durante la ocupación japonesa de Corea. Ella justificó sus acciones como "necesarios para mantener abierta la Escuela de Mujeres de Ewha durante la época de dura política colonial" y también podría estar relacionado con las enseñanzas de la iglesia metodista (la religión de Kim). En los años 70 fue erigida una estatua en su honor en el campus de la Universidad de Mujeres Ehwa de la que fue su primera presidenta. En 2013 un grupo de estudiantes reclamó que su estatua fuera retirada del campus por sus actividades pro-japonesas.